# (36707) 2000 RP29
2000 RP29 (asteroide 36707) é um asteroide da cintura principal. Possui uma excentricidade de 0.09048310 e uma inclinação de 7.99750º.
Este asteroide foi descoberto no dia 1 de setembro de 2000 por LINEAR em Socorro.